# Eddy Root
Eddy Root (12 de marzo de 1880 - 1 de mayo de 1976) fue un ciclista estadounidense, profesional desde el 1904 hasta el 1916. Destacó en las cursas de seis días donde consiguió ocho victorias.

## Palmarés
1904
- Seis días de Nueva York (con Oliver Dorlon)

1905
- Seis días de Nueva York (con Joe Fogler)

1906
- Seis días de Nueva York (con Joe Fogler)

1909
- Seis días de Atlanta (con Joe Fogler)
- Seis días de Atlantic City (con Paddy Hehir)

1910
- Seis días de Nueva York (con Jim Moran)

1912
- Seis días de Bruselas (con Alfred Hill)
- Seis días de Toronto (con Paddy Hehir)